# Chevrolet Fleetmaster
Der Chevrolet Fleetmaster Serie DK war ein PKW der oberen Mittelklasse, der im Modelljahr 1946 von Chevrolet als Spitzenmodell und Nachfolger des Vorkriegsmodells Chevrolet Special Deluxe von 1942 ab dem 3. Oktober 1945 hergestellt wurde. Er rangierte in der Modellpalette oberhalb des Stylemaster. Im Wesentlichen entsprachen die Fahrzeuge auch technisch und im Stil ihren Vorkriegspendants. 1947 hieß die Serie 2100 EK und 1948 2100 FK.

## Beschreibung
Fünf Karosserievarianten waren von der Standardserie verfügbar: 2-türiges Cabriolet und 2-türiges Sport-Coupé mit jeweils fünf Sitzen, zwei Limousinen mit zwei oder vier Türen und jeweils sechs Sitzplätzen und ein 5-türiger Kombi mit acht Sitzplätzen. Der Kombi war ein „Woodie“, d. h. sein Aufbau hatte ein von außen sichtbares Holzgerüst, in das Bleche eingesetzt waren. Die Fleetmaster-Serie umfasste außerdem die Unterserie Fleetline.
Die Wagen waren mit einem oben gesteuerten Reihensechszylindermotor ausgestattet, der aus 3548 cm3 Hubraum eine Leistung von 90 SAE-PS (66 kW) bei 3300 min−1 schöpfte. Über ein vollsynchronisiertes, manuelles Dreiganggetriebe mit Lenkradschaltung wurde die Motorkraft an die Hinterräder weitergeleitet. Die Bordspannung betrug 6 V.
Eine Heizung, Radio und Antenne sowie einen Scheibenwaschanlage mussten als Extra geordert werden. Die Preise reichten von 1130 bis 1604 US-Dollar.
1947 gab es einen geringfügig veränderten Kühlergrill. Chevrolet verkaufte im Modelljahr 1947 insgesamt 684.145 Fahrzeuge und wurde damit zum Marktführer in den USA. Gut Dreiviertel davon waren Fleetmaster- oder Fleetline-Modelle.
1948 wurde der Grill durch Einsetzen einer verchromten senkrecht verlaufenden Mittelstrebe in „T“-Form nochmals verändert; zusätzlich hatten die Fenster verchromte Rahmen und die Typenbezeichnung Fleetmaster erschien im hinteren Bereich der Alligator-Motorhaube auf beiden Seiten. Zigarettenanzünder, Innenraumbeleuchtung und eine Uhr waren nun Serienausstattung. Gefragtestes Modell war die 2-türige Fleetline-Limousine, die mit 211.861 Einheiten fast die Hälfte der verkauften Fahrzeuge ausmachte.
1949 ersetzte der Deluxe Serie 2100GK den Fleetmaster. In drei Jahren entstanden 1.250.986 Exemplare, davon 574.992 Fleetline. Meistgeordertes Modell war der Aerostar.

## Galerie

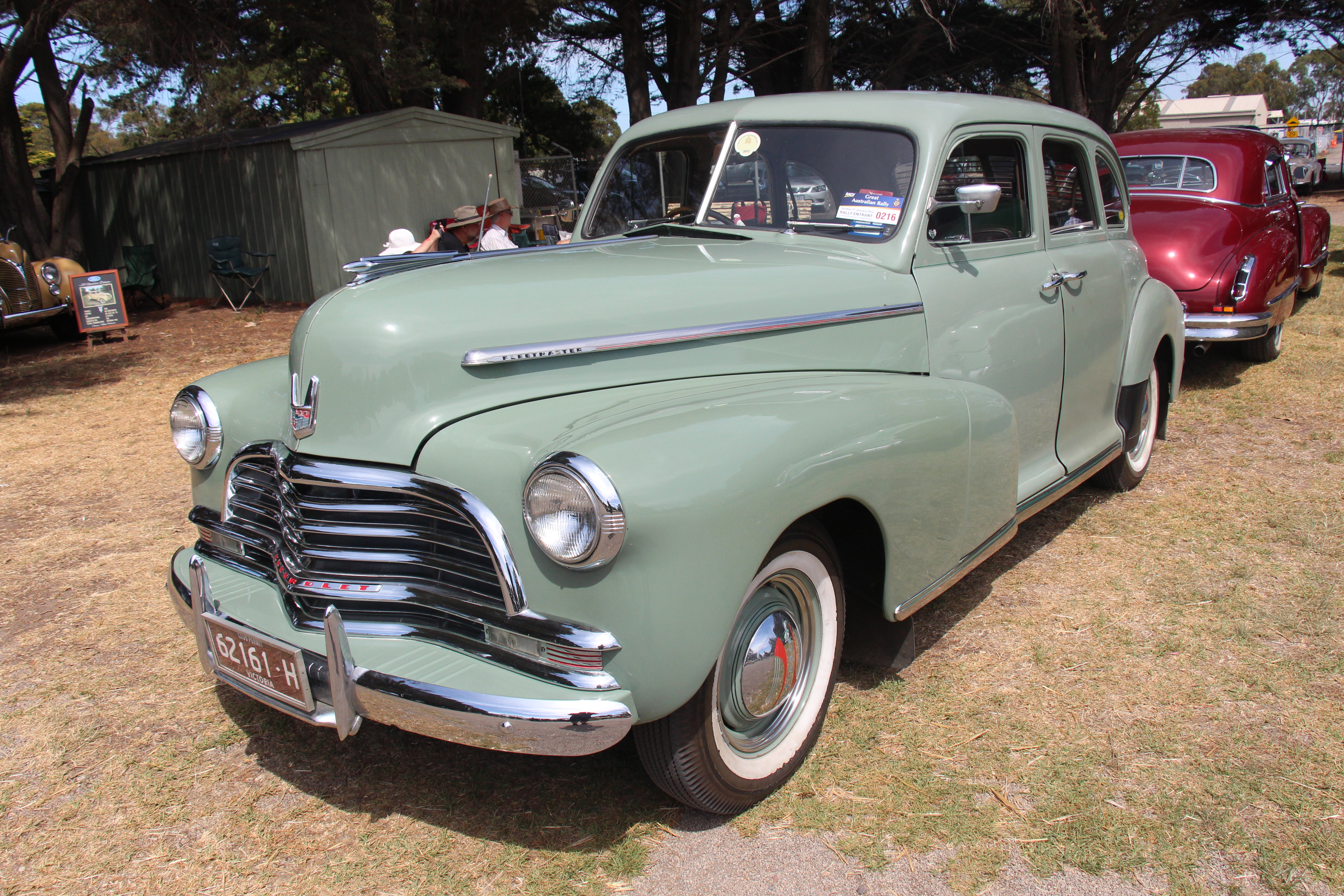
1946 Limousine
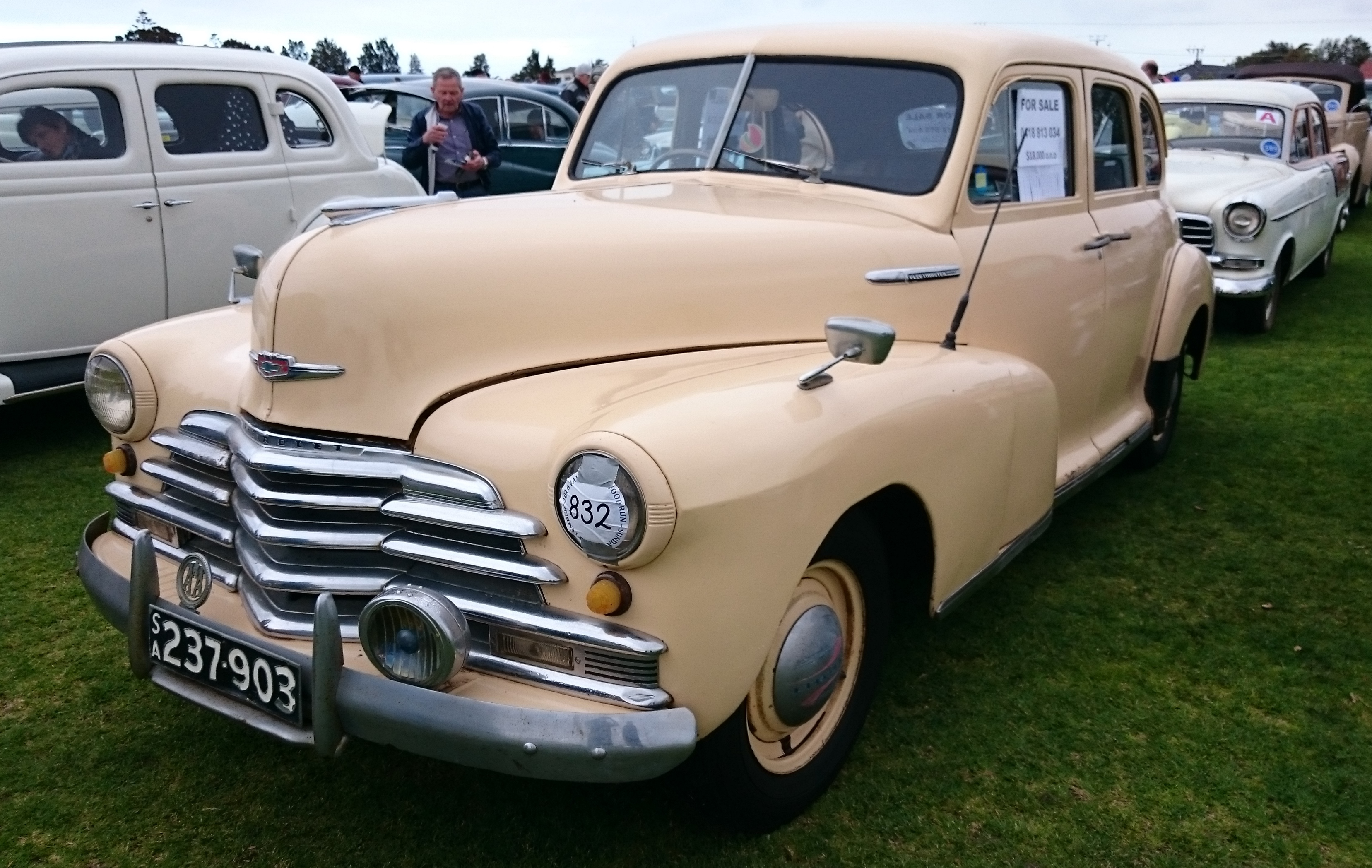
1947 Limousine
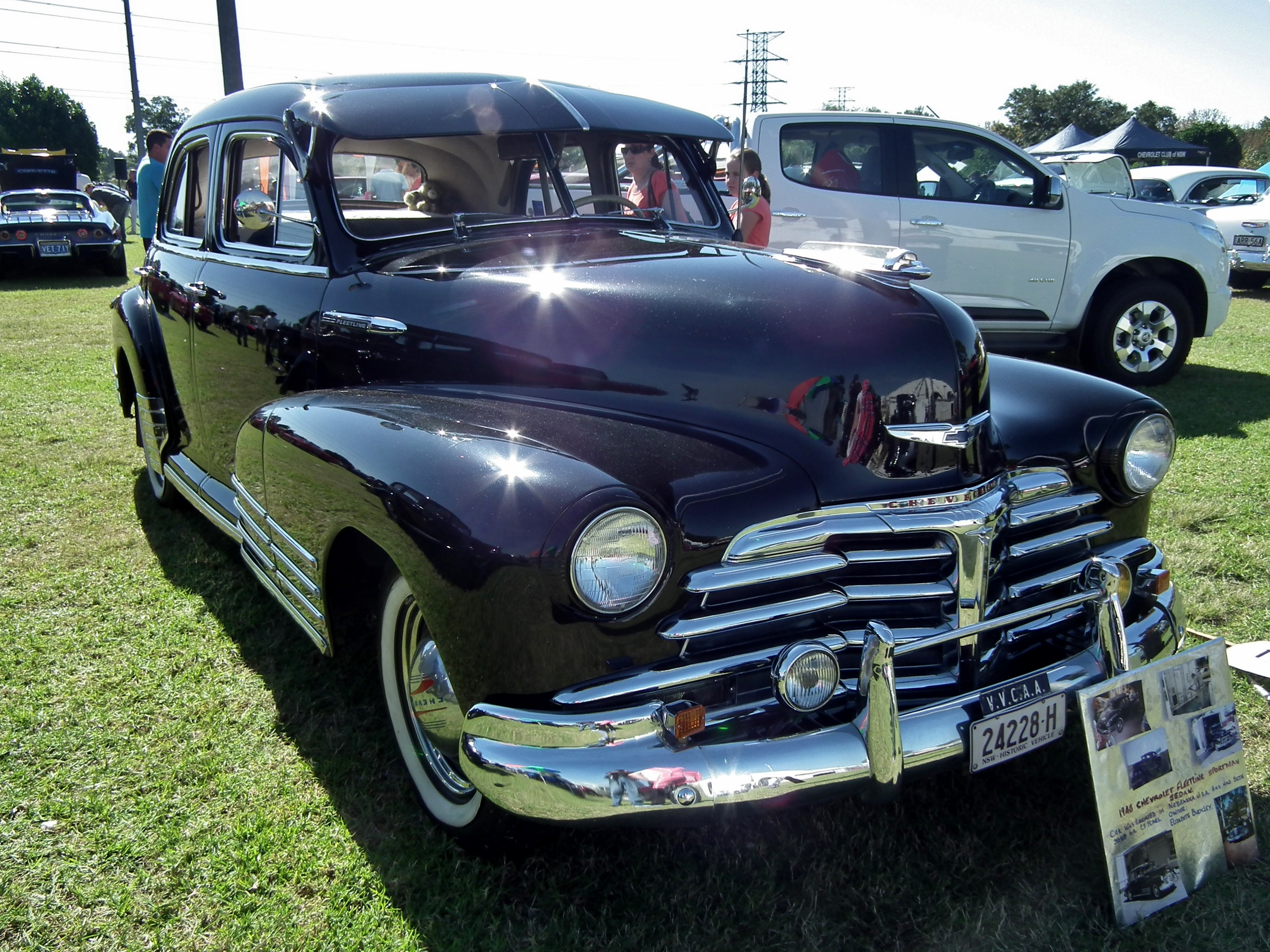
1948 Limousine
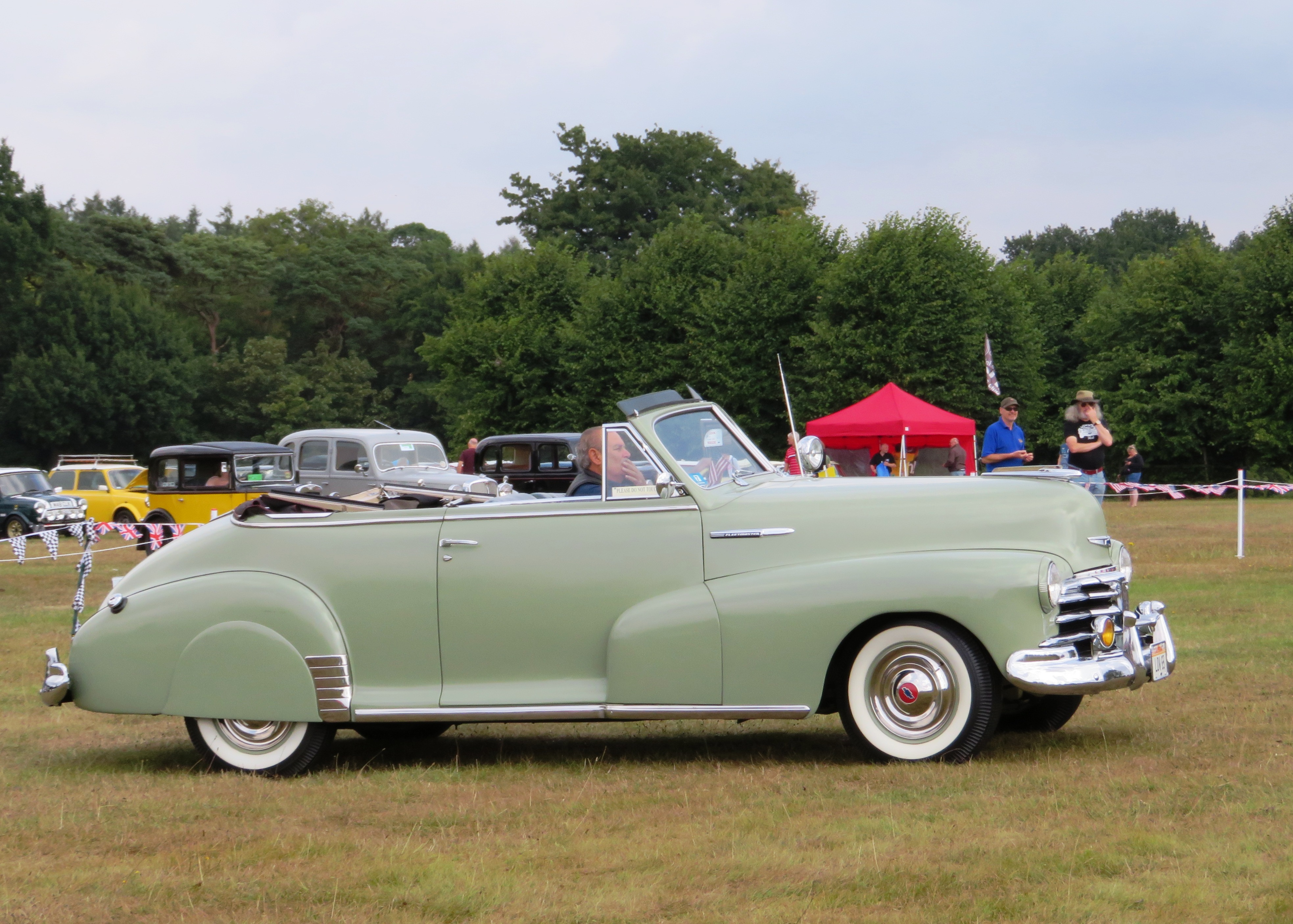
1948 Cabriolet

## Fleetline (1946–1948)

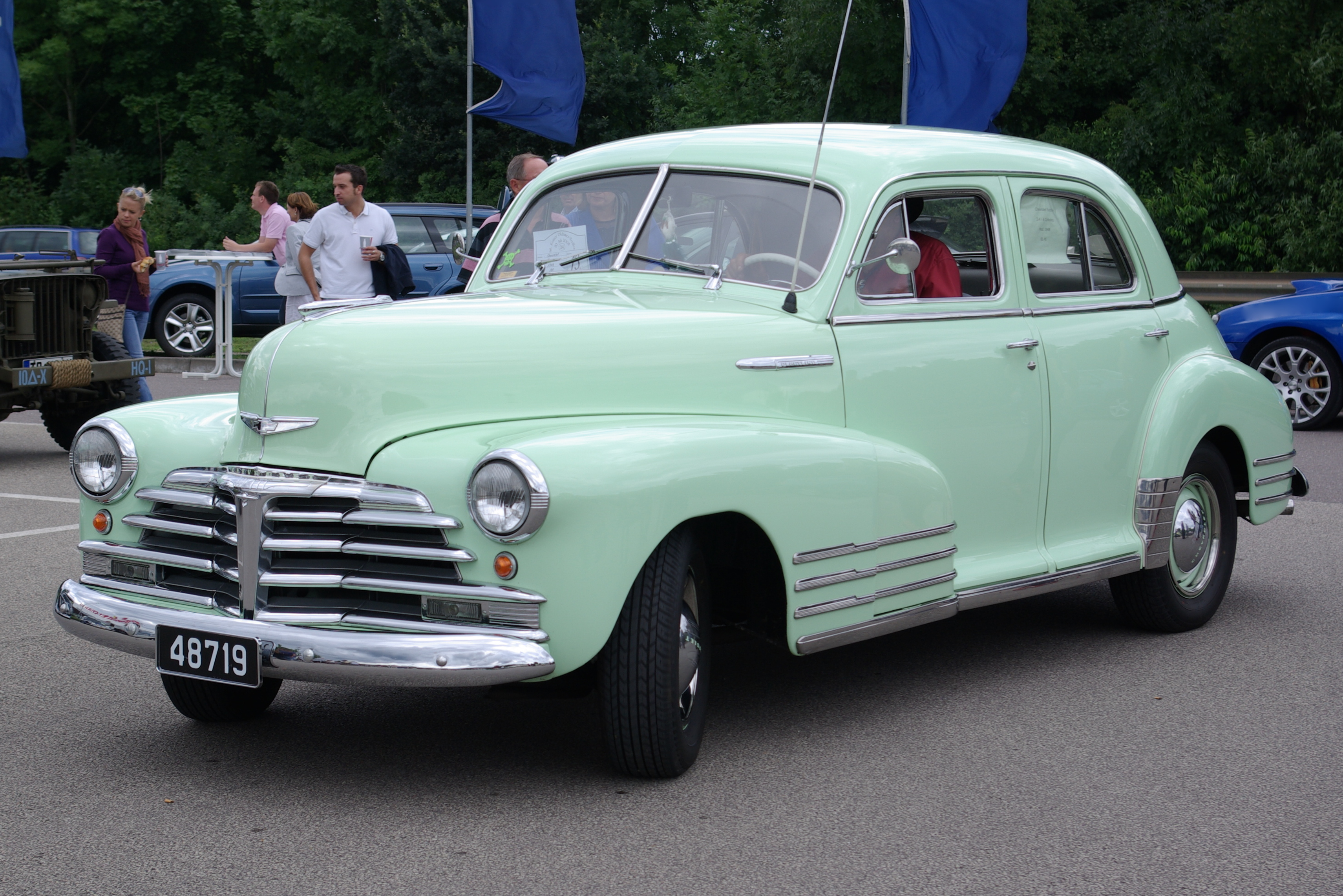
Chevrolet Fleetmaster Fleetline Sport Master Serie 2100FK (1948)

Wie schon bei den Vorkriegsmodellen gab es auch vom Fleetmaster wieder eine besonders luxuriös ausgestattete Unterserie mit der Zusatzbezeichnung Fleetline. Sie bestand aus zwei Modellen: einer 4-türigen Sport Master-Limousine und einer 2-türigen Fließheck-Limousine namens Aerostar. Zu erkennen waren die Fahrzeuge dieser Unterserie an den drei zusätzlichen Zierleisten hinter den vorderen und den hinteren Radausschnitten.